# COVID-19-Pandemie in Marokko
Die COVID-19-Pandemie in Marokko tritt als regionales Teilgeschehen des weltweiten Ausbruchs der Atemwegserkrankung COVID-19 auf und beruht auf Infektionen mit dem Ende 2019 neu aufgetretenen Virus SARS-CoV-2 aus der Familie der Coronaviren. Die COVID-19-Pandemie breitet sich seit Dezember 2019 von China ausgehend aus. Ab dem 11. März 2020 stufte die Weltgesundheitsorganisation (WHO) das Ausbruchsgeschehen des neuartigen Coronavirus als Pandemie ein.

## Verlauf und Maßnahmen

### März 2020
Am 2. März 2020 wurde in Casablanca die erste SARS-CoV-2-Infektion in Marokko bestätigt. Es handelte sich um einen in Italien lebenden marokkanischen Staatsbürger, der am 27. Februar 2020 aus Italien zurückkehrte. Am Ende des Tages wurde ein zweiter Fall bestätigt. Eine Marokkanerin mit Wohnsitz in Italien, die bereits am 25. Februar aus der italienischen Stadt Bologna nach Marokko zurückgekehrt. Im WHO-Situationsbericht tauchte der erste Fall erstmals am 3. März 2020 auf.
Am 10. März 2020 wurde ein dritter Fall bestätigt, ein französischer Tourist, der in Marrakesch ankam. Am selben Tag starb einer der beiden ersten Fälle, eine Frau im Alter von 89 Jahren. Dieser erste COVID-19-bedingte Todesfall im Land tauchte am 11. März 2020 erstmals im WHO-Situationsbericht auf.
Am 13. März 2020 wurde vom Gesundheitsministerium die Genesung des ersten Patienten in Marokko gemeldet.

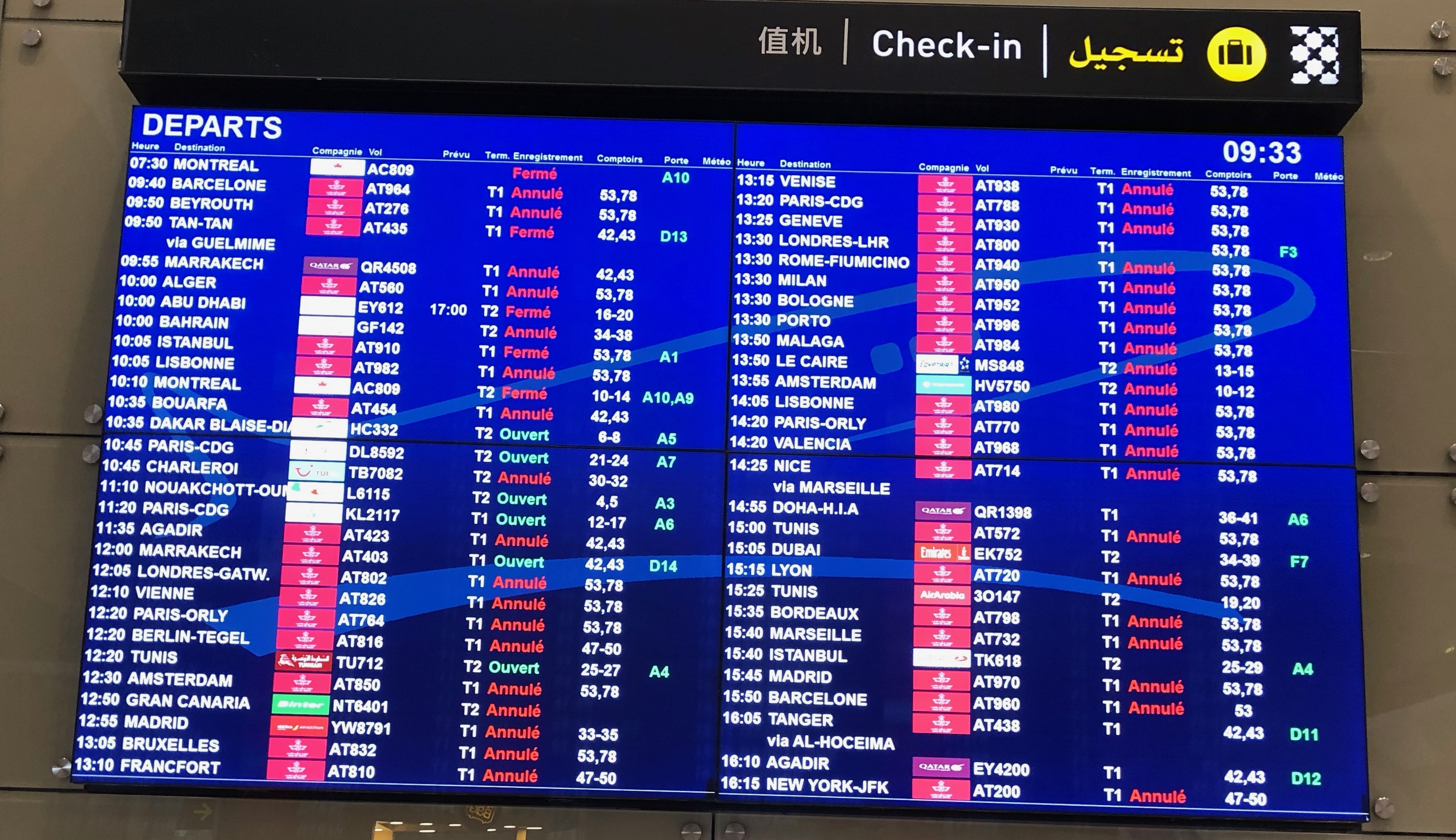
Aufgrund der COVID-19-Pandemie ausgefallene Flugverbindungen am Flughafen in Casablanca, Marokko, am 16. März 2020

Ebenfalls am 13. März 2020 gab die marokkanische Regierung bekannt, dass sie eine Vereinbarung getroffen hat, alle Passagierflüge und Fährüberfahrten von und nach Spanien, Algerien und Frankreich bis auf weiteres auszusetzen. Am 14. März 2020 wurde die Aussetzung der Flüge ausgeweitet. Flüge von und nach weiteren 25 Ländern wurden ausgesetzt. Am 15. März 2020 wurde diese Aussetzung auf alle internationalen Flüge ausgedehnt.
Am 13. März beschloss die Regierung auch, alle Schulen mit Wirkung zum 16. März bis auf weiteres zu schließen.
Am 15. März 2020 kündigte König Mohammed VI. die Einrichtung eines Notfallfonds an, um die Gesundheitsinfrastruktur zu verbessern und die am stärksten betroffenen Wirtschaftssektoren zu unterstützen. Der Fonds hat ein Volumen von 10 Milliarden Dirham, was etwa 1 Milliarde US-Dollar entspricht.
Marokko erklärte am 19. März 2020 den medizinischen Ausnahmezustand, der am 20. März 2020 um 18:00 Uhr Ortszeit in Kraft trat und bis zum 20. April 2020 bestehen soll, mit der Option, den Ausnahmezustand für einen längeren Zeitraum auszudehnen. Diese Maßnahme erforderte die Genehmigung lokaler Staatsbeamter, damit die Bürger ihre Häuser verlassen können, während Ausnahmen für Arbeitnehmer in Supermärkten, Apotheken, Banken, Tankstellen, medizinischen Kliniken, Telekommunikationsunternehmen und für wichtige freiberufliche Tätigkeiten gelten. Eine 24-Stunden-Hotline wurde eingerichtet, um Kommunikation zu verbessern und die Aufmerksamkeit der Bürger zu nutzen, um die Auswirkungen der COVID-19-Pandemie im Land einzudämmen.
Am 26. März 2020 verkündete der Regierungschef Saadeddine Othmani einen landesweiten Einstellungsstopp bis zum Ende der Coronavirus-Krise an. Beförderungen seien ebenfalls zu verschieben, bis die Situation unter Kontrolle ist. Der Gesundheits- und Sicherheitssektor sei von dieser Verordnung ausgenommen.

### April 2020
Anfang April 2020 begnadigte die Regierung 5654 Gefangene und beschleunigte feststeckende Gerichtsverfahren zum Schutz der Insassen vor dem COVID-19-Ausbruch.
Am 6. April 2020 verpflichtete die Regierung ihre Bürger mit Wirkung ab dem 7. April, Gesichtsmasken in der Öffentlichkeit zu tragen.
Bis zum 15. April 2020 wurden von der WHO 1888 SARS-CoV-2-Infektionen und 126 COVID-19-bedingte Todesfälle in Marokko bestätigt.

### Dezember 2020
Im Dezember 2020 verhängte Marokko einen Flugstopp von und nach Großbritannien.

### Januar 2021
Im königlichen Palast von Fes wurde am 28. Januar 2021 die nationale Impfkampagne gestartet.

### Februar 2021
Am 23. Februar 2021 stellte die marokkanische Regierung den Flugverkehr zwischen Deutschland und Marokko bis auf Weiteres ein.

### März 2021
Ab 30. März 23:59 Uhr wurden alle Passagierflüge von und nach Frankreich und Spanien bis auf weiteres gestrichen.

### April 2021
Während des Ramadan wurde eine abendliche Ausgangssperre verhängt.

### Oktober 2021
Mitte Oktober war die Zahl der registrieren Neuinfektionen rückläufig. 
Anfang Oktober kappte Marokko alle Flugverbindungen mit Russland (wo die Inzidenzraten sehr hoch sind).  Am 20. Oktober kappte Marokko auch den Flugverkehr mit Deutschland, Großbritannien und den Niederlanden.

## Statistik
Die Fallzahlen entwickelten sich während der COVID-19-Pandemie in Marokko wie folgt:

Anzahl der bestätigten Infektionen (blau) und Todesfälle (rot) nach Angaben des ECDC. Logarithmische Darstellung der y-Achse.

### Infektionen

Bestätigte Infizierte in Marokko nach Daten der WHO. Oben kumuliert, unten Tageswerte

### Todesfälle

Bestätigte Todesfälle in Marokko nach Daten der WHO. Oben kumuliert, unten Tageswerte